# Toukoro-Sambla
Toukoro-Sambla est une commune rurale situé dans le département de Karangasso-Sambla de la province du Houet dans la région des Hauts-Bassins au Burkina Faso.

## Géographie
Le village est constitué de deux unités distinctes séparées d'environ 2 km.

## Éducation et santé
Le centre de soins le plus proche de Toukoro-Sambla est le centre de santé et de promotion sociale (CSPS) de Bouendé.